# محمد أبو علو
الشيخ محمد محمد أبو علو عالم ومفسر للقرآن الكريم، مؤسس جماعة أنصار السنة المحمدية في دمنهور عاصمة محافظة البحيرة في شمال غربي مصر.
ألف كتاب تأملات في قرآن الله وأوضاع الناس فسر فيه القرآن الكريم بلغة ميسرة ووضعه في عشرين جزءا.

## مولده ونشأته
ولد الشيخ محمد محمد أبوعلو في عام 1914، في قرية «الصفاصيف» من أعمال مدينة دمنهور عاصمة محافظة البحيرة بشمال غربي مصر، نزح أبوه إلى دمنهور وهو بعد صغير، وعمل عطارا في «سوق البندر» وهو السوق المحاذي لشارعي عرابي والخيري ومسجد التوبة في دمنهور.
وساعد محمد الابن أباه في عمله منذ الطفولة حتى شب وما يزال الذراع اليمنى لأبيه في دكان العطارة، وكان لوالد محمد زوجة أخرى ولذلك كان له أشقاء من أمه وأبيه وإخوة غير أشقاء من أبيه وزوجة أبيه، وكان محمد الابن الأكبر لأبيه الذي حين كبر وجد محمد نفسه مسئولا عن جميع أشقائه وإخوته غير الأشقاء.
التحق محمد الطفل بمدرسة ابتدائية في دمنهور لكنه لم يكمل تعليمه كما كان يحلم حيث أخرجه أبوه من المدرسة ليساعده في عمله.
لكن محمد الصغير لم ييأس وصمم على إكمال مشوار العلم حتى ولو كان ذلك من خارج الدراسة النظامية، وتعلم في مدرسة مسائية لبعض الوقت، ثم كان يحرص على قراءة أي كتاب بل وأي ورقة تقع في يده في دكان العطارة.

## رحلته مع التثقيف الديني
وحفظ محمد القرآن الكريم وهو صغير، كما تحبب إلى قراءة الكتب الأدبية واقتناء المجلات التي كانت تصدر في العقود الأولى من القرن الماضي مثل مجلة الرسالة لصاحبها أحمد حسن الزيات إضافة إلى مجلة الرواية وغيرها ومارس لبعض الوقت كتابة الشعر واستمتع بما يكتبه الشعراء.
وإلى جانب طه حسين والمازني والفيلسوف زكي نجيب محمود وغيرهم ممن كان يقرأ لهم، فقد كان من أهم الشخصيات الأدبية التي أثرت في حياة الشاب محمد أبو علو وفكره الأديب الشهير عباس محمود العقاد نظرا لأن العقاد لم يكمل أيضاً تعليمه ومع ذلك فقد كان بعيد الأثر على الحياة الأدبية والفكرية في مصر والعالم العربي كله.

و قبيل الأربعينيات من القرن الماضي تعرف الشاب محمد أبو علو على شيخ قادم من الحجاز، الاسم القديم للمملكة العربية السعودية، هو الشيخ عبد العزيز بن راشد النجدي وكان من المنتمين ل الحركة الوهابية المعروفة بين أهل الحجاز، وكان يتردد عليه في دكان العطارة حيث تأثر به محمد أبو علو واقتنع بفكره الذي كان يدعو إلى الدعوة إلى الله وسنة نبيه الكريم صلى الله عليه وسلم بالتماس طريق الاعتدال دون شطط والوسطية دون مغالاة ولا غلو في الدين الحنيف، ودعاه الشيخ عبد العزيز إلى المشاركة في تأسيس جمعية أنصار السنة المحمدية في دمنهور، والتي مقر رئاستها في القاهرة، فأيده الشاب محمد في رأيه وتحمس له.
وبدأ محمد في الإتجاه نحو التثقيف الذاتي الديني وقرأ ودرس العديد من التفاسير القرآنية مثل تفسير ابن كثير والقرطبي والطبري إضافة إلى تفسيرات المحدثين من العلماء مثل تفسير في ظلال القرآن للراحل سيد قطب كما اقتنى كتب البخاري ومسلم والتي تعتبر أصح كتب الحديث النبوي على الإطلاق، كما بدأ ينهل من كتب الفقه والعبادات والسيرة وغيرها من أقسام علوم الدين.
وفي أوائل الستينيات أسس محمد أبو علو مسجداً في حي القلعة بدمنهور كان نواة لأنصار السنة المحمدية في المدينة، وعندها ترك العمل بالعطارة وانتقل إلى العمل في مجال إنتاج الزيوت وأنشأ معصرة للزيوت في شارع المدابغ الذي لا يبتعد كثيرا عن المسجد الذي أسسه ولا عن بيته الذي كان مواجها للمسجد الذي كان خطيبا له.
وعبر السنوات انصب حرص الشيخ محمد أبو علو في خطبه على بساطة اللغة رغم فصاحته التي أخذها من حبه للأدب والشعر في بداية حياته، وكانت له آراؤه الخاصة فيما يكتبه العلماء الذين عاصروه فكان يتفق معهم أحيانا ويختلف أحيانا أخرى، كما كانت له إضافاته الخاصة التي استنبطها من رحلته مع كتاب الله وتفاسير المفسرين وقراءته لما يستجد في حياة المسلمين ومتابعته لأحداث البلاد الإسلامية فكانت له آراء ولمحات اتسمت بالتجدد وغير التقليدية.
وقد سجل الشيخ في شبابه بعض الكتب حول عدد من سور من القرآن الكريم مدوناً فيها آراء ذهب إليها تأثراً بما قرأه وتعلمه في ذلك الوقت، ومن هذه الكتب «تفسير القرآن الكريم» سنة 1947.

## تفسير «تأملات في قرآن الله وأوضاع الناس»
وفي أواخر السبعينيات قرر الشيخ محمد أبو علو أن يضع كتابا في أجزاء حول قرآن الله، لم يسمه تفسيرا وإنما سماه «تأملات في قرآن الله وأوضاع الناس»، حيث اعتبر أن هناك حاجة إلى أفكار مبسطة وميسرة للقراء المسلمين لمعرفة معاني القرآن الكريم وتقريبها لهم.
وضع الشيخ محمد أبو علو هذا الكتاب في عشرين جزءا قسم فيه تأملاته القرآنية حول كتاب الله كله في هذه الأجزاء العشرين بتقسيمة خاصة وضعها هو وفقا لوجهة نظره، وكتب بخط يده هذه الأجزاء مرتبة، وبدأ في طبع الجزء الأول والثاني والأخير الذي كان به جزء عم رغبة منه في تيسير هذا الجزء للنشء والشباب ممن يتلمسون طريقهم إلى كتاب الله والتعرف على ما به من معان ومقاصد إلهية، لكن الشيخ وافته المنية قبل أن يكمل طباعة باقي الأجزاء حيث قام نجله الأكبر المهندس نبيل محمد أبو علو بطباعة سائر الأجزاء العشرين.

## تلامذته
وكان للشيخ محمد أبو علو تلامذة يفدون إلى مسجد أنصار السنة بحي القلعة بدمنهور من أماكن عديدة، وكان له أصدقاء وتلامذة بعضهم من علماء وأساتذة الأزهر الشريف منهم الدكتور محمد جمعة الذي تخرج في الأزهر وقام بالتدريس في جامعة أم القرى بالسعودية وغيره، كما كان تلامذة في خارج مصر من المغتربين المصريين في بلدان مثل فرنسا والإمارات وغيرهما.
وكان بعض تلامذته يحرصون على تسجيل خطبه الأسبوعية يوم الجمعة على شرائط كاسيت ويقتنونها، حيث لم تكن هناك فضائيات ولا إنترنت ولا فيسبوك في ذلك الحين وكان محبو علمه وأسلوبه إما أن يقرأوا له كتاباً أو يستمعوا إلى شريط صوتي له.
توفي الشيخ محمد أبو علو في يناير عام 1990، عن 76 عاما.
كان يتبنى الشيخ أبو علو منهج الوسطية والاعتدال، منهج أهل السنة، فيما كان يدلي به من آراء في الدين وعلاقته بالحياة اليومية للمسلمين ممن كانوا يطرحون عليه أسئلتهم ومن طلاب العلم الديني.

## مؤلفاته الأخرى
وإلى جانب كتابه الرئيسي «التأملات» وضع الشيخ العديد من الكتب المفردة حول بعض سور القرآن الكريم إلى جانب وضعه الكثير من الرسائل وإلقاء المحاضرات فيما كان يدعى إليه من أماكن داخل وخارج نطاق محافظة البحيرة.
ومن بين رسائله ما كتبه حول «الجمعة ركعتان» مستنداً إلى بعض ما يؤكد أن صلاة الجمعة تظل ركعتين لمن لم يصلها في وقتها، كما وضع كتاباً خاصاً بسورة النور، نظراً لتضمنها أحكاماً فقهية وآداباً شرعية جعلت السيدة عائشة ا تنصح بأن تحفظها النساء والفتيات على وجه الخصوص.

## حكاية كلمة «الدمنهوري»
وضع الشيخ الراحل اسمه على كتابه " التأملات " محمد محمد أبو علو - الدمنهوري" رغم أن لقبه ليس "الدمنهوري" لكنه أضافه إلى اسمه قاصداً. ذلك أنه حين بعث بمقالة إلى مجلة التوحيد، مجلة جمعية أنصار السنة، في إحدى سنوات شبابه، وأشار فيها إلى أنه من دمنهور، اختلف معه أحد المشايخ بالقاهرة، ورد عليه بمقالة أخرى عنونها " لا.. يا دمنهوري" فبدأ من ذلك وكأنه يقلل من كون الشيخ أبو علو دمنهوريا، مما دفعه إلى إبراز هذا النسب المكاني بينه وبين مدينته على غلاف كتابه الأثير " التأملات" واضعاً شرطة بين اسمه الحقيقي وبين كلمة الدمنهوري هكذا " محمد محمد أبوعلو ـ الدمنهوري".
لم ينل الشيخ حظاً كبيراً من الشهرة خارج حدود محافظة البحيرة، ولم تتحدث عنه مصادر كثيرة، ومع ذلك فقد وضعته بعض مواقع الإنترنت المكتبية ضمن تصنيفاتها وأشارت إلى كتاب تفسير التأملات مثل موقع مركز الدراسات والمعلومات القرآنية بمعهد الإمام الشاطبي، وكذلك موقع فهرس مكتبات جامعة الملك سعود.
وتعتبر هذه المعلومات مستقاة من استشهادات أقاربه نقلا عنه هو شخصيا وكذلك بعض من كانوا يحضرون خطبه ومحاضراته.
المصادر
- مدونة الشيخ محمد محمد أبو علو
- مقدمة كتاب تأملات في قرآن الله وأوضاع الناس
- فهرس مكتبات جامعة الملك سعود
- مركز الدراسات والمعلومات القرآنية بمعهد الإمام الشاطبي